# 王廣亞
王廣亞（1922年6月30日—2015年12月29日），河南鞏縣人，育達教育文化事業機構創辦人兼總裁，曾獲美國聯合大學榮譽教育學博士、韓國清州大學名譽經營學博士。

## 生平
王廣亞畢業於日本亞細亞大學經濟系。
因國共內戰，於1947年（民國36年）移居台灣。1949年（民國38年），於台北市創辦育達會計補習學校（今育達高中），取義「育才達人」。後來陸續在台灣創辦桃園育達高中、台北點點幼稚園、苗栗育達科技大學。
從1993年（民國82年）開始，為了回饋故里，先後在中國創辦內蒙古經貿外語職業學院、河南鄭州昇達大學、北京育達高職、河南鞏義成功财经学院。
在1969年至1995年間，王廣亞曾擔任中華民國私立教育事業協會理事長，期間推動了《私立學校教職員保險條例》與《私立學校法》第五十五條之修正案以保障私校教職員權益。王廣亞因此榮獲「李國鼎管理獎章」、「第一屆私校十大傑出教育事業家」等荣誉。
王廣亞於2009年（民國98年）8月1日宣佈退休。2015年12月29日于臺北市立萬芳醫院過世，享年93歲。2016年1月21日舉行追思告別式，榮獲褒揚令，遺體發引新北市三芝區龍巖白沙灣安樂園安葬。

## 歷年著作
- 1960年(民國49年)：進德與修業（1984年(民國73年)再版）
- 1964年(民國53年)：教育行政
- 1973年(民國62年)：商科大辭典、成功與失敗
- 1981年(民國70年)：每週座右銘、今日育達
- 1983年(民國72年)：人際禮儀；杏壇履痕
- 1984年(民國73年)：樂育菁莪集、失敗的因素、成功的條件
- 1986年(民國75年)：商業與心理
- 1988年(民國77年)：生活小語、杏壇縱橫
- 1989年(民國78年)：人生拾零、學校管理
- 1991年(民國80年)：杏壇拾穗、
- 1996年(民國85年)：擁有與享有
- 1997年(民國86年)：屋頂上的巨人－王廣亞興學記
- 1998年(民國87年)：杏壇隨筆
- 2001年(民國90年)：育才達人、杏壇鱗爪
- 2003年(民國92年)：育達與我、私教協會與我
- 2004年(民國93年)：昇達與我、三本教育思想－我的辦學理念與實踐
- 2006年(民國95年)：廣亞錦言拾粹
- 2009年(民國98年)：成功與我、育達傳奇、昇達在我心中、燭火集、88憶往、在自己的生命做第一

（以上含相關著作；資料來源：屋頂上的巨人－王廣亞興學記和育達商業科技大學－王廣亞博士專區）

## 私立办学
台湾
- 臺北市私立育達高級中等學校（網站 （页面存档备份，存于））
- 台北點點幼稚園（網站 （页面存档备份，存于））
- 桃園市私立育達高級中學（桃園育達高中，網站 （页面存档备份，存于））
- 育達科技大學（網站 （页面存档备份，存于））

中国大陆
- 內蒙古經貿外語職業學院（網站）
- 郑州升達經貿管理學院（網站）
- 鄭州商學院（網站 （页面存档备份，存于））
- 北京育达工商专修学院（網站 （页面存档备份，存于））
- 北京育達高级职业学校